# Apocalypse Pompeii
Apocalypse Pompeii ist ein US-amerikanischer Action-Katastrophenfilm aus dem Jahr 2014. Die Low-Budget-Produktion des Filmstudios The Asylum, abgedreht in Sofia, Bulgarien (Studioaufnahmen), und Pompeji (Außenaufnahmen), das auch Schauplatz der Filmhandlung ist, erhielt durchweg negative Kritiken und wurde als Direct-to-DVD-Fassung am 18. Februar 2014 in den Vereinigten Staaten erstveröffentlicht. In Deutschland ist der Film seit dem 1. März 2014 erhältlich.

## Handlung
Jeff Pierce, seines Zeichens ehemaliges Mitglied einer US-Spezialeinheit, macht sich zusammen mit seiner Frau Lynne und seiner Tochter Mykaela auf den Weg nach Pompeji. Während sich Jeff um die Abwicklung eines letzten Auftrages im nahe gelegenen Neapel kümmert, begutachten seine Frau und Tochter in einer Touristengruppe die Überreste Pompejis. Doch die Besichtigung wird rasch durch einen massiven Ausbruch des Vesuv gestört, der alle vorherigen in den Schatten stellt und gewaltige Mengen an Lava und Asche sowie pyroklastische Ströme zur Folge hat. Vom Ausbruch überrascht, machen sich Lynne und Mykaela wie auch andere Touristen daran, der tödlichen Naturgewalt zu entrinnen. Jeff, der von den Ereignissen nur allzu schnell Wind bekommt, versucht mithilfe in der Nähe stationierter Soldaten, darunter auch der Chef seiner ehemaligen Einheit, Oberst Carlo Dillard, eine Rettungsaktion zu koordinieren. Da die vulkanischen Aktivitäten jedoch alles andere als schwächer werden und die meisten Zugänge zu seiner abgeschnittenen Familie versperrt sind, beginnt für den Ex-Soldaten ein gnadenloser Wettlauf gegen die Zeit.

## Rezeption
Apocalypse Pompeii erntete ausschließlich schwache bis schlechte Wertungen, die sich größtenteils im Zusammenhang mit bemängelten schauspielerischen Leistungen, einer großen Ähnlichkeit zu anderen, Genre-gleichen Werken wie auch klischeehaften und vorhersehbaren Handlungssträngen ergaben. Auch die Verbindung zu früheren The-Asylum-Produktionen wurde benannt, was die Programmzeitschrift TV Spielfilm, die den Streifen mit einem symbolischen „Daumen nach unten“ bedachte, mit dem Fazit, „die ‚Künstler‘ von The Asylum verzapfen denselben Mist wie immer“.

„Langweiliges Teenie-Gekreische im Gewand eines Katastrophenfilmes […] Die Story von ‚Apocalypse Pompeii‘ bietet … nichts, was nicht schon bereits hunderte Male in ähnlich gearteten Filmen erzählt wurde: Eine unvorhersehbare Katastrophe, ein paar Teenager in Gefahr, ein Vater, der versucht, als Retter alle Widrigkeiten zu überstehen, und schließlich jede Menge Asche und Staub (im schlechten CGI-Gewand) […] Was [The Asylum] hier mit ‚Apocalypse Pompeii‘ abliefert …, trifft es mit dem Wort ‚unterirdisch‘ kaum noch.“

Kino.de bezeichnet den Film als ein „unbefangen[es] trashig[es] Katastrophenabenteuer für Genrevielseher“.